# Zee Studio
Zee Studio fue un canal de televisión indio en inglés que presentaba películas de Hollywood. Era parte de la Zee Network más amplia.

## Historia
El canal se lanzó el 15 de marzo de 2000 como Zee Movies. En octubre de 2000, Zee formó una empresa conjunta con MGM y el canal pasó a llamarse Zee MGM. Después de que Sony comprara MGM, el nombre del canal se cambió a Zee Movie Zone (ZMZ) el 1 de octubre de 2004. El 28 de marzo de 2005, como parte de la renovación de Zee Network, pasó a llamarse Zee Studio. Anurag Bedi es el director comercial del estudio Zee junto con otros canales especializados que forman parte del ramo Zee. Su contraparte en alta definición (HD) se lanzó el 15 de agosto de 2011.
La marca Zee Studio fue descontinuada el 31 de mayo de 2018, siendo &flix el nuevo canal de películas en inglés.